# Crkva sv. Ivana Krstitelja u Sv. Ivanu Zelini
Crkva sv. Ivana Krstitelja u Sv. Ivani Zelini, rimokatolička crkva u mjestu i općini Sveti Ivan Zelina, zaštićeno kulturno dobro.

## Opis dobra
Crkva baroknih karakteristika sagrađena je krajem 18. stoljeća na mjestu starije srednjovjekovne građevine, od koje je sačuvan zvonik smješten u središnjoj osi glavnog pročelja. Jednobrodna je građevina, užeg svetišta zaključenog zaobljenom apsidom. Svođena je češkim svodovima. U unutrašnjosti je djelomično sačuvan vrijedan barokni inventar iz 18. stoljeća. Osim arhitektonskog, crkva ima povijesni i urbanistički značaj za grad Sveti Ivan Zelina.

## Zaštita
Pod oznakom Z-1898 zavedena je kao nepokretno kulturno dobro - pojedinačno, pravna statusa zaštićena kulturnog dobra, klasificirano kao "sakralna graditeljska baština".